# La Revolución, Palenque
La Revolución är en ort i Mexiko.   Den ligger i kommunen Palenque och delstaten Chiapas, i den sydöstra delen av landet, 800 km öster om huvudstaden Mexico City. La Revolución ligger 119 meter över havet och antalet invånare är 122.
Terrängen runt La Revolución är kuperad åt nordväst, men åt sydost är den platt. La Revolución ligger nere i en dal. Runt La Revolución är det ganska glesbefolkat, med 34 invånare per kvadratkilometer. Närmaste större samhälle är Cristóbal Colón, 16,2 km söder om La Revolución. I omgivningarna runt La Revolución växer i huvudsak städsegrön lövskog.